# Akira Schmid
Akira Schmid, född 12 maj 2000, är en schweizisk professionell ishockeymålvakt som är kontrakterad till New Jersey Devils i National Hockey League (NHL) och spelar för Utica Comets i American Hockey League (AHL).
Han har tidigare spelat för SCL Tigers i National League (NL); EHC Thun i My Sports League (MSL); Lethbridge Hurricanes i Western Hockey League (WHL);  Omaha Lancers och Sioux City Musketeers i United States Hockey League (USHL) samt Corpus Christi Ice Rays i North American Hockey League (NAHL).
Schmid draftades av New Jersey Devils i femte rundan i 2018 års draft som 136:e spelare totalt.